# Esdras Kambale
Esdras Kambale est un homme politique de la République démocratique du Congo. Il est ministre de la Culture et des Arts dans le gouvernement Muzito I.

## Biographie
Esdras Kambale Bahekwa est né dans la ville de Butembo, en province du Nord-Kivu,en République démocratique du Congo. Licencié en Pédagogie appliquée (option Anglais/Culture africaine) de l'Institut pédagogique national (IPN), Kinshasa/Binza. Master of Arts en education à l'Université de Londres (Instituts of Éducation). D'abord Chef des Travaux à L'institut Supérieur pédagogique (ISP)/Gombe, il occupe ensuite des hautes fonctions dans les services d'intelligence du régime Mobutu.
A ce titre, il œuvra au Katanga, de 1990 à 1993, comme Directeur adjoint au SNIP/DI/RG en novembre  2007, il est Ministre de la Culture et des Arts dans le Gouvernement d'Antoine Gizenga.